# Avmytologisering
Avmytologisering, försök under 1900-talet, särskilt av den tyske teologen och filosofen Rudolf Bultmann, att avkläda religiösa utsagor deras mytologiska dräkt för att finna den egentliga kärnan som är av existentiellt värde för oss.
Världsbildens förändringar gör någon form av avmytologisering nödvändig, men ett konsekvent avmytologiseringsprogram leder till godtycklighet, eftersom en myt eller symbolisk berättelse inte med nödvändighet bara har en enda giltig tolkning.